# Tenterfield terrier
Tenterfield terrier är en hundras från Australien. Den är en terrier av dvärghundstyp och ser ut som ett mellanting mellan english toy terrier och en släthårig jack russell terrier. De härstammar från Old English White Terrier av mindre storlek som följde med som skeppshundar för att hålla efter råttor ombord. Dessa hundar kom att kallas Mini Foxies. Under början av 1990-talet bildades en rasklubb och rasen fick sitt nuvarande namn. Den australiska kennelklubben Australian National Kennel Council (ANKC) erkände rasen 2002.
Färgen är fläckig på vit botten, fläckarna är i rostbruna (tan) eller leverbruna nyanser. Det finns även trefärgade med både svarta och bruna fläckar. Huvudet är alltid fläckigt medan kroppen är det i varierande grad. Tenterfield Terrier finns med både lång svans och naturligt kort svans; stubbsvans (bobtail).